# Fatback Band
O Fatback Band (posteriormente, apenas Fatback) é um grupo americano de funk e disco que foi popular nos anos 1970 e 1980. O Fatback Band é melhor conhecido por seus sucessos R&B: "(Do the) Spanish Hustle", "I Like Girls", "Gotta Get My Hands on Some (Money)", "Backstrokin'" e "I Found Lovin". O single de 1979 "King Tim III (Personality Jock)" é geralmente considerado como sendo o primeiro single comercial de hip hop.

## Membros

### Atuais
- Bill "Fatback" Curtis – bateria (1970–presente)
- Xavier Zack Guinn - baixo, vocais
- Ledjerick Todd Woods – trompete (2002–presente)
- James Forbes – teclados
- Darryl McAllister – guitarra
- Isabella Dunn Gordon – vocais
- Desmond Humphreys - bateria, Vocais

### Passado
- Billy Hamilton – órgão, teclados (1970–1972)
- Earl Shelton – saxofone (1970–1979)
- Johnny King – guitarra, vocais (1970–1979)
- Johnny Flippen – baixo, percussão, vocais (1971–1983)
- Gerry Thomas – teclados (1971–1985)
- George Adams – flauta (1972–1974)
- Wayne Wilford – percussão (1973)
- Fred Demery – saxofone (1977, 1979–1981)
- Louis Wright - guitarra (1976-1977)
- George Victory – guitarra (1977, 1979–1981, 1983)
- Deborah Cooper – backing vocals (1977–1979)
- Michael Walker – teclados, vocais (1981, 1983)
- Robert Damper – teclado (1983–1987)
- Linda Blakely – vocais (1983–1987)

## Discografia

### Álbuns
| - Let's Do It Again (1972) - People Music (1973) - Feel My Soul (1974) - Keep On Steppin' (1974) - Yum Yum (1975) - Raising Hell (1975) UK#19, US#158 - Night Fever (1976) US#182 - NYCNYUSA (1977) - Man with the Band (1977) - Fired Up 'N' Kickin' (1978) US#73 - Brite Lites/Big City (1979) - Fatback XII (1979) US#89 | - Hot Box (1980) US#44 - 14 Karat (1980) US#91 - Tasty Jam (1981) US#102 - Gigolo (1981) US#148 - On the Floor with Fatback (1982) - With Love (1983) - Is This the Future? (1983) - Phoenix (1984) - So Delicious (1985) - Live (1987) UK#80 - Tonight's an All-Nite Party (1988) - Remixed (2003) |

### Singles
| Ano  | Título                                         | US  | US R&B | US Dance | UK |
| ---- | ---------------------------------------------- | --- | ------ | -------- | -- |
| 1973 | "Njia (Njia) Walk (Street Walk)"               | -   | 56     | -        | -  |
| 1973 | "Street Dance"                                 | -   | 26     | -        | -  |
| 1974 | "Keep On Steppin'"                             | -   | 50     | -        | -  |
| 1974 | "Soul March"                                   | -   | 69     | -        | -  |
| 1975 | "Wicki-Wacky"                                  | -   | 94     | -        | 54 |
| 1975 | "Yum Yum (Gimme Some)"                         | -   | 80     | -        | 40 |
| 1975 | "(Hey I) Feel Real Good (Part One)"            | -   | -      | -        | -  |
| 1975 | "(Are You Ready) Do the Bus Stop"              | -   | 37     | 15       | 18 |
| 1976 | "The Booty"                                    | -   | 32     | -        | -  |
| 1976 | "(Do the) Spanish Hustle"                      | 101 | 12     | 5        | 10 |
| 1976 | "Party Time"                                   | -   | 84     | -        | 41 |
| 1976 | "Night Fever"                                  | -   | -      | 28       | 38 |
| 1977 | "Double Dutch"                                 | -   | 52     | -        | 31 |
| 1978 | "Master Booty"                                 | -   | 88     | 27       | -  |
| 1978 | "I Like Girls"                                 | 101 | 9      | -        | -  |
| 1979 | "Freak the Freak the Funk (Rock)"              | -   | 36     | -        | -  |
| 1979 | "King Tim III (Personality Jock)"              | -   | 26     | 62       | -  |
| 1979 | "You're My Candy Sweet"                        | -   | 67     | -        | -  |
| 1980 | "Gotta Get My Hands on Some (Money)"           | -   | 6      | -        | -  |
| 1980 | "Let's Do It Again"                            | -   | 55     | -        | -  |
| 1980 | "Love in Perfect Harmony"                      | -   | 59     | -        | -  |
| 1980 | "Backstrokin'"                                 | -   | 3      | 53       | 41 |
| 1980 | "(To be) Without Your Love"                    | -   | -      | -        | -  |
| 1981 | "Angel"                                        | -   | 67     | -        | -  |
| 1981 | "Kool Whip"                                    | -   | 64     | -        | -  |
| 1981 | "Rockin' to the Beat"                          | -   | 50     | -        | -  |
| 1981 | "Take It Any Way You Want It"                  | -   | 19     | -        | -  |
| 1982 | "On the Floor"                                 | -   | 36     | -        | -  |
| 1982 | "She's My Shining Star"                        | -   | 76     | -        | -  |
| 1983 | "Is This the Future?"                          | -   | 43     | -        | -  |
| 1983 | "The Girl Is Fine (So Fine)"                   | -   | 28     | 47       | 77 |
| 1984 | "Call Out My Name"                             | -   | 70     | -        | -  |
| 1984 | "Spread Love"                                  | -   | 88     | 32       | -  |
| 1984 | "I Found Lovin'"                               | -   | -      | -        | 49 |
| 1985 | "Girls on My Mind"                             | -   | 79     | -        | 69 |
| 1985 | "Lover Undercover"                             | -   | -      | -        | 86 |
| 1985 | "Is This the Future/Wicky Wacky"               | -   | -      | -        | 82 |
| 1986 | "I Found Lovin'" (1st re-release)              | -   | -      | -        | 55 |
| 1987 | "I Found Lovin'" (2nd re-release)              | -   | -      | -        | 7  |
| 1987 | "Rhythm of the Night"                          | -   | -      | -        | 94 |
| 1987 | "Sunshine Lady"                                | -   | -      | -        | 96 |
| 1988 | "All Nite Party"                               | -   | -      | -        | 90 |
| 2005 | "The Legendary Fatback Band-Second Generation" | -   | -      | -        | -  |